# 宮崎辰雄
宮崎 辰雄（みやざき たつお、1911年〈明治44年〉9月3日 - 2000年〈平成12年〉2月22日）は、日本の政治家。位階は勲一等。勲等は瑞宝章。
神戸市長（第13代）、神戸市山岳連盟会長などを歴任した。

## 来歴・人物
旧制神戸三中（現：兵庫県立長田高等学校）を経て、旧制姫路高校に入学するも、河本敏夫退学問題に端を発する全校ストライキに参加し放学処分となる。その後1936年（昭和11年）立命館大学専門部法学科卒業。大学卒業後は神戸市役所入庁。神戸市助役を経て、1969年（昭和44年）から神戸市長を5期20年務めた他、財団法人神戸都市問題研究所の創設者・理事長としても活動した。市長初当選時は自由民主党・日本社会党・公明党・民社党を与党としていたが、1973年の市長選では自民党が支持を撤回、替わって日本共産党が推薦に加わる。自民党が支持した砂田重民ら6名を破って再選を果たし、革新自治体となった。
※当日有権者数：人 最終投票率：59.02%（前回比：21.13pts）
| 候補者名 | 年齢 | 所属党派       | 新旧別 | 得票数   | 得票率 | 推薦・支持                                     |
| -------- | ---- | -------------- | ------ | -------- | ------ | ---------------------------------------------- |
| 宮崎辰雄 | 62   | 無所属         | 現     | 288964票 | 53.87% | （推薦）日本社会党、公明党、民社党、日本共産党 |
| 砂田重民 | 56   | 無所属         | 新     | 244687票 | 45.62% | （推薦）自由民主党                             |
| 前田保   | 61   | 無所属         | 新     | 827票    | 0.15%  |                                                |
| 高田巌   | 43   | 反共全国遊説隊 | 新     | 671票    | 0.13%  |                                                |
| 立花幸一 | 50   | 無所属         | 新     | 575票    | 0.11%  |                                                |
| 藤井晴夫 | 32   | 無所属         | 新     | 380票    | 0.07%  |                                                |
| 坂下輝男 | 35   | 無所属         | 新     | 269票    | 0.05%  |                                                |

このとき、宮崎は神戸空港の建設に反対を表明するとともに「反安保，反基地，反自衛隊」を宣言するが、後年「実務家の私からみると革新は現実離れしていた。以後、政治的イデオロギーは入れずに公約の実行に全力を尽くしてきた」と述べ、1977年の市長選挙以降は自民党、新自由クラブも加わって全国的にも稀なほぼ全政党が与党であるオール与党体制となった。
※当日有権者数：人 最終投票率：24.70%（前回比：34.32pts）
| 候補者名 | 年齢 | 所属党派 | 新旧別 | 得票数   | 得票率 | 推薦・支持                                                               |
| -------- | ---- | -------- | ------ | -------- | ------ | ------------------------------------------------------------------------ |
| 宮崎辰雄 | 66   | 無所属   | 現     | 208226票 | 92.18% | （推薦）自由民主党、日本社会党、公明党、民社党、日本共産党、新自由クラブ |
| 井原栄一 | 61   | 無所属   | 新     | 17656票  | 7.81%  |                                                                          |

「最小の経費で最大の市民福祉」を基本理念に、原口忠次郎前市長時代にスタートした「山、海へ行く」のスローガンで六甲山を大胆に削り取りその土砂を利用したポートアイランドや六甲アイランドなど巨大な人工島を神戸港に造成する事業を継続し（六甲アイランドについては宮崎時代に事業開始）、大きく街の様相を変化させる。1981年（昭和56年）には神戸ポートアイランド博覧会協会会長として「ポートピア'81」の開催を成功させた。また、埋め立て地の売却益や、外国金融機関からの起債を中心に、国からの補助金に頼ることなく自力で神戸市を大きくする行政手法を展開。一連の宮崎行政は「株式会社神戸市」と呼ばれ、国内外から大きな注目を浴びた。一方で、元来登山家であった宮崎の開発一辺倒のこうした手法が、神戸の自然破壊を推し進めたとして登山愛好家多田繁次（元・兵庫県自然保護協会神戸市部長）らにより強く批判された。
また、神戸牛にならぶ「神戸ブランド」として「神戸ワイン」の産出を発起するなど、神戸市発展のための様々なアイディアを提案するなどしたことでも知られている。
1972年（昭和47年）に訪中して、周恩来首相（当時）との直接会談を行い、翌1973年（昭和48年）に中国天津市との間に日中友好都市協定を締結。これが日本と中国との友好都市第1号となった。1975年（昭和50年）3月には、神戸市議会が神戸港に核兵器を搭載した艦船の寄港を拒否する決議を全会一致で採択し、これにあわせて神戸市港湾局は「来港する艦船は、核兵器を積載していないという証明書がない限り入港を許可しない」という措置を決定、これは「非核神戸方式」と呼ばれた。宮崎自身はこの政策についてイデオロギーと関係なく実務的におこなった、非核三原則の存在を前提にそれを現実化する手続を作っただけと述べているが、その一方で証明書を出さない艦船は入港を拒否するし、それでも入港するなら信義の問題として抗議すると述べたことも指摘されている。
退任後の1995年（平成7年）に起きた兵庫県南部地震に伴う震災被害に関しては、宮崎時代の市政が経済を優先して災害対策を後回しにしたという批判が出た。宮崎はこれに対して、「神戸に地震が来るとは夢にも思わなかった」「開発を行った地域は被害が少なかった」（もし開発をしていなければもっと被害が大きくなっていた）と自らの施政の正しさを主張した。
2000年（平成12年）2月22日、88歳で死去した。

## 主な著書
- 「神戸を創る - 港都五十年の都市経営」（河出書房新社、1993年）
- 「私の履歴書 - 神戸の都市経営」（日経事業出版社、1989年）
- 「欧米地方自治権の研究」（勁草書房、1979年）
- 「都市の経営 : 市長に何ができるか」（日本経済新聞社（日経新書）、1979年）
- 「あすの都市経営 - 対談集」（勁草書房、1978年）
- 「市民都市論」（日本評論社、1971年）
- 「アラスカの処女峰」（宮崎辰雄編、兵庫県山岳連盟、1970年）

### 宮崎に関する著書
- 山口東「都市を創った男 - 国際都市神戸の二十年」講談社、1990年